# Messan Ametekodo
Messan Ametekodo (ur. 3 grudnia 1974) – piłkarz togijski grający na pozycji obrońcy.

## Kariera klubowa
W swojej karierze Ametekodo grał między innymi w gabońskim klubie AS Mangasport i rodzimym Dynamic Togolais Lomé.

## Kariera reprezentacyjna
W reprezentacji Togo Ametekodo zadebiutował w 1992 roku. W 1998 roku był w kadrze Togo na Puchar Narodów Afryki 1998. Zagrał na nim w 3 meczach: z Demokratyczną Republiką Konga (1:2), z Ghaną (2:1) i z Tunezją (1:3).
W 2000 roku Ametekodo został powołany do kadry na Puchar Narodów Afryki 2000. Rozegrał na nim 1 mecz, z Wybrzeżem Kości Słoniowej (1:1).